# Stepówka nadnidziańska
Stepówka nadnidziańska (Gampsocleis glabra) – gatunek ciepłolubnego, euroazjatyckiego owada z rodziny pasikonikowatych (Tettigoniidae). Jest gatunkiem kserotermofilnym.  Występuje na trawiastych stepach, murawach lub wrzosowiskach – od Hiszpanii po zachodnią Syberię. W Polsce występuje tylko na Ponidziu – krajowa populacja szacowana jest na kilkaset osobników. W kilku krajach Europy został uznany za gatunek wymarły.
Larwy rozwijają się wiosną. Imagines można obserwować od lipca.
Na terenie Polski gatunek ten jest objęty ścisłą ochroną gatunkową od 2001 roku.
W Polskiej Czerwonej Księdze Zwierząt zaliczony został do kategorii EN (gatunki silnie zagrożone).